# Ольсен, Аккуалуарта
Аккуалуарта Ольсен (дат. Aqqaluartaa Olsen) — гренландский биатлонист. Выступает за спортивный клуб «Арпаттартут».

## Карьера
Первым международным стартом стал чемпионат мира по биатлону среди юниоров в канадском Кэнморе в 2009 году, на котором он занял 42-е место в индивидуальной гонке, 49-е место – в спринте и 50-е – в гонке преследования.
В Кубке Европы дебютировал в сезоне 2010/2011 на этапе в чешском Нове-Место, где финишировал 89-м в индивидуальной гонке и 123-м в спринте. Лучший результат – 41-е место в индивидуальной гонке в сезоне 2011/2012 на этапе в канадском Кэнморе.
Выступил на двух чемпионатах мира в 2011 и 2012 годах. Наилучший результат – 113-е место в спринте в Ханты-Мансийске.
Занимается также лыжными гонками.

### Юниорские достижения
| Год  | Место проведения | Инд | Спр | Прc | Эст |
| 2009 | ЧМ Кэнмор        | 42  | 49  | 50  | —   |
| 2010 | ЧМ Турсбю        | 76  | 64  | —   | —   |
| 2010 | ЧЕ Отепя         | DNF | 56  | DNF | —   |
| 2011 | ЧМ Нове-Место    | 41  | 74  | —   | —   |

### Взрослые достижения
| Год  | Место проведения  | Инд | Спр | Прc | Эст |
| 2011 | ЧМ Ханты-Мансийск | 115 | 113 | —   | —   |
| 2012 | ЧМ Рупольдинг     | 133 | 134 | —   | —   |